# Marske (cavallo)
Marske (1750-luglio 1779) è stato un cavallo da corsa, purosangue inglese. Discendente da Darley Arabian è conosciuto soprattutto per il fatto di essere stato il padre del grande Eclipse.

## Carriera sportiva
Addestrato da John Hutton a Marske Hall nello Yorkshire, venne acquistato dal principe Guglielmo, duca di Cumberland (allevatore e proprietario anche di Herod).
Nel 1754 vinse il Jockey Club Plate all'ippodromo di Newmarket contro Pytho e Brilliant, ed un match con 300 ghinee di premio contro Ginger. L'anno successivo arrivò terzo in una corsa a Newmarket e non corse più fino al 1756, quando perse due competizioni, questa volta con 1000 ghinee di premio ogni volta, contro Snap.
Venne quindi ritirato dalle competizioni ed utilizzato come stallone.

## Carriera riproduttiva
Marske restò nelle stalle del Duca di Cumberland fino al 1765, quando il duca morì.
Trattandosi di un cavallo che, fino a quel momento, non aveva eccelso neppure come genitore, venne venduto all'asta ad un allevatore del Dorset per una somma irrisoria. A sua volte l'allevatore lo vendette per 20 ghinee a William Wildman. La sua attività di stallone continuò dal 1767 al 1770 senza troppo clamore, ma quando Eclipse, un suo figlio, mostrò un talento eccezionale nelle gare, Marske divenne estremamente popolare. Venne venduto per 1000 ghinee al Conte di Abingdon. Durante i 22 anni trascorsi nelle stalle del conte a Rycot nell'Oxfordshire, Marske fu il progenitore di 154 vincitori per un totale di 71205 sterline e 10 scellini, escludendo i premi non monetizzati e le gare vinte da suoi discendenti sconosciuti. Il 1775 fu l'anno in cui la sua prole vinse il maggior numero di corse, 24 gare per un totale di 18500 sterline e 15 scellini, l'anno successivo si contarono 23 successi con 19235 sterline e 13 scellini di premi vinti.
Morì nel luglio del 1779 e in suo onore venne composta un'ode: